# Avalon (Florida)
Avalon es un lugar designado por el censo ubicado en el condado de Santa Rosa en el estado estadounidense de Florida. En el Censo de 2010 tenía una población de 679 habitantes y una densidad poblacional de 63,23 personas por km².

## Geografía
Avalon se encuentra ubicado en las coordenadas 30°32′8″N 87°5′29″O / 30.53556, -87.09139. Según la Oficina del Censo de los Estados Unidos, Avalon tiene una superficie total de 10.74 km², de la cual 9.96 km² corresponden a tierra firme y (7.21%) 0.77 km² es agua.

## Demografía
Según el censo de 2010, había 679 personas residiendo en Avalon. La densidad de población era de 63,23 hab./km². De los 679 habitantes, Avalon estaba compuesto por el 89.84% blancos, el 4.42% eran afroamericanos, el 1.77% eran amerindios, el 0.74% eran asiáticos, el 0.15% eran isleños del Pacífico, el 0.15% eran de otras razas y el 2.95% pertenecían a dos o más razas. Del total de la población el 2.36% eran hispanos o latinos de cualquier raza.